# Flottille de la mer Rouge
La flottille de la mer Rouge (Flotta del mar rosso) est une flottille de la Regia Marina Italia basée à Massaoua dans la colonie de l'Érythrée italienne, qui fait partie de l'Afrique orientale italienne . Au cours de la Seconde Guerre mondiale, la flottille de la mer Rouge lutta contre l'East Indies Station de la Royal Navy, de la déclaration de guerre italienne le 10 juin 1940 jusqu'à la chute de Massaoua le 8 avril 1941.

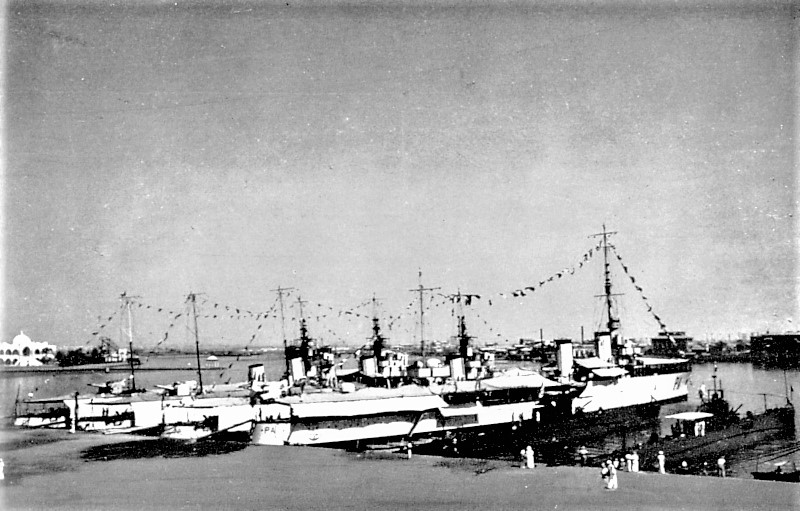
Les destroyers Pantera, Nullo, Manin et Battisti à quai au port de Massaoua en 1940.

L'escadron était isolé des principales bases italiennes en Méditerranée par la distance et les dispositions britanniques. La capture britannique de Massaoua et d'autres ports italiens de la région mit fin à la présence navale italienne dans la région en avril 1941.

## Contexte
Depuis 1936, à la fin de la guerre d'Éthiopie, le royaume d'Italie avait entrepris un travail intense de renforcement des ports et des bases navales dans la Corne de l'Afrique afin de fournir un soutien aux unités navales qui y étaient stationnées. Les unités qui y sont stationnées, agées et de faible tonnage, ont pour mission de surveiller et, si nécessaire, de perturber le trafic maritime en mer Rouge et dans le golfe d'Aden, voies d'accès au canal de Suez. À cette fin, la Regia Marina a stationné deux escadrons de destroyers, une flottille de sous-marins, quelques vedettes-torpilleurs MAS (Motoscafo Armato Silurante) et quelques autres unités légères et auxiliaires à Massaoua. L'inadéquation des navires, en plus de l'éloignement de la mère patrie et de la difficulté à s'approvisionner, a joué un certain rôle dans le sort final de ces opérations. À cet égard, dès le mois de mai 1939, une circulaire du vice-roi avertissait les commandements des forces armées que " (omissis) ... l'Empire doit faire face à toute situation en ne comptant que sur ses propres forces et moyens ", laissant peu de doutes quant à la possibilité de recevoir de l'aide et des fournitures de l'Italie.

## Les forces
Les plus grandes unités de surface disponibles étaient des destroyers de classes trop anciennes pour être encore considérées comme des escadrons : le 5e escadron de destroyers était composé des unités de classe Leone (Leone, Tigre et Pantera) et le 3e escadron de destroyers encadrait les unités de classe Nazario Sauro (Nullo, Manin, Sauro  et Battisti). Toutes les unités étaient équipées de systèmes de climatisation pour les adapter à l'utilisation dans les régions chaudes, mais il s'agissait encore de navires obsolètes dans leur conception et, surtout la classe Sauro, avec de sérieux problèmes de fiabilité mécanique.
Le XXIe escadron de MAS était composé des MAS 205, 206, 210, 213 et 216 datant de la Première Guerre mondiale et envoyé à Massaoua à la fin de la guerre d'Éthiopie avec des fonctions auxiliaires et de liaison entre les îles. La vieillesse et le climat tropical avaient tellement usé les MAS qu'en 1940, deux d'entre eux sont mis en cale sèche en raison de dommages à la coque, tandis que les trois autres avaient des moteurs hors d'usage (ils ne dépassaient pas 10 nœuds (19 km/h)) et étaient en si mauvais état qu'une commission avait décidé de les faire radier du Regio Naviglio. En vue de l'entrée en guerre, Supermarina a promis d'envoyer de nouveaux MAS Baglietto 155 mais ceux-ci, en raison de la précipitation des événements en Afrique orientale italienne (AOI), ne sont jamais arrivés. Par conséquent, quatre des cinq MAS existants ont été réactivés, auxquels ont été ajoutés trois grands bateaux à moteur pour le soutien des hydravions donnés par la Regia Aeronautica et quatre navires à moteur rapides d'entraînement, tous modifiés sur place avec un armement de torpilles et de charges de profondeur. L'unité disposait également d'un certain nombre de Sambouks armés, des bateaux traditionnels équipés de mitrailleuses, et d'un personnel mixte national et naval.
La flottille de sous-marins était composée de six sous-marins océaniques (Archimede, Galilei, Torricelli, Ferraris, Galvani, Guglielmotti) et de deux sous-marins côtiers (Perla et Macallè). Même ces unités n'étaient pas construites pour fonctionner dans les conditions environnementales dans lesquelles elles se trouvaient. La plupart d'entre eux ont immédiatement présenté de graves problèmes liés, d'une part, au dysfonctionnement des systèmes électriques dû à l'humidité extrêmement élevée et, d'autre part, aux systèmes de climatisation fonctionnant au chlorure de méthyle, un gaz toxique et insidieux qui a donné lieu à plusieurs épisodes d'intoxication parmi les équipages. De plus, le régime de mousson a créé des conditions météorologiques et maritimes pour lesquelles ces coques n'étaient pas conçues.
La flotte de combat était complétée par le navire colonial Eritrea, qui faisait office de navire de commandement, deux vieux torpilleurs Acerbi et Orsini, deux bananiers armés Ramb I et Ramb II et les canonnières Porto Corsini et Biglieri. Les navires auxiliaires et de soutien comprenaient le mouilleur de mines Ostia et les navires-citernes d'eau Sile, Sebeto et Bacchiglione, le pétrolier Niobe et le navire-hôpital Ramb IV,

## Ordre de bataille
- Commandement naval de l'Afrique orientale italienne(Comando Navale Africa Orientale Italiana)
  - Travaux d'atelier mixtes
  - Département de l'armement naval
  - Direction du Commissariat
  - Bureau du Corps militaire de la marine
  - Zone de phares et signaux maritimes
  - Dépôt Àscari
  - Direction des services de santé
  - Groupe de dragueurs de mines et navires à usage local
  - R.N. Eritrea (Capitaine de frégate (capitano di fregata ou CF) Marino Iannucci, navire de commandement) - navigue pour Kōbe (japon) et remis aux Britanniques à Colombo (Ceylan) après l'armistice de Cassibile
- IIIe escadron de destroyers 
  - Francesco Nullo (Capitaine de corvette (capitano di corvetta ou CC) Costantino Borsini) - endommagé par le HMS Kimberley (F50) et coulé par la RAF le 21 octobre 1940
  - Nazario Sauro (CC Enrico Moretti degli Adimari) - bombardé et coulé par le 813e Escadron d'aéronautique navale (813th Naval Air Squadron) et le 824e Escadron d'aéronautique navale (824th Naval Air Squadron) à 6 h 15 le 3 avril 1941 au point 20° 00′ N, 30° 00′ E[7]
  - Daniele Manin (CF Araldo Fadin) - coulé par la RAF le 3 avril 1941 au point 20° 19′ N, 30° 10′ E[7]
  - Cesare Battisti (CC Riccardo Papino) - coulé après un bombardement de la RAF le 3 avril 1941
- Ve escadron de destroyers 
  - Pantera (Capitaine de vaisseau (capitano di vascello ou CV) Andrea Gasparini) - auto-sabordé le 3 avril 1941
  - Tigre (CF Gaetano Tortora) - auto-sabordé le 3 avril 1941
  - Leone (CF Uguccione Scroffa) - échoué et auto-sabordé le 1er avril 1941 au point 16° 09′ N, 39° 55′ E[7]
- Torpilleur
  - Giovanni Acerbi - Endommagé au port par un bombardement le 6 août 1940, il s'est auto-sabordé pour bloquer l'embouchure du port de Massaoua[7].
  - Vincenzo Giordano Orsini - coulé le 8 avril 1941
- XXIe escadron de MAS (Lieutenant de vaisseau (Tenente di vascello ou TV) Stanislao Ferrero)
  - XXI Squadriglia MAS
    - MAS 204 - perdu en raison de problèmes mécaniques
    - MAS 206 - perdu en raison de problèmes mécaniques
    - MAS 210 - perdu en raison de problèmes mécaniques
    - MAS 213 - coulé le 8 avril 1941
    - MAS 216 - perdu en raison de problèmes mécaniques

  - Escadron de canots rapides (en position carrée)
    - quatre bateaux-écoles armés

  - Escadron de canots à moteur ex-Regia Aeronautica
    - trois bateaux à moteur cédés par la Regia Aeronautica

  - Section Sambouks
- Flottille de sous-marins  (Capitaine de frégate (Capitano di fregata) Gino Spagone)
  - LXXXIe escadron 
    - Guglielmotti - s'embarque pour Bordeaux, où il arrive le 6 mai 1941 (sous le commandement de Spagone lui-même)[8]
    - Ferraris - s'embarque pour Bordeaux, où il est arrivé le 9 mai 1941 (sous le commandement du CC Livio Piomarta)[8]
    - Luigi Galvani - perdu le 24 juin 1940 (sous le commandement du CC Renato Spano, qui a été capturé)
    - Galileo Galilei - capturé le 19 juin 1940 (sous le commandement de CC Corrado Nardi, qui a été tué au combat)

  - LXXXII Squadriglia 
    - Perla - navigue pour Bordeaux, où il est arrivé le 20 mai 1941 (sous le commandement du TV Bruno Napp)[8]
    - Macallè - perdu par échouement le 15 juin 1940 (sous le commandement du TV Alfredo Morone)
    - Archimede - navigue pour Bordeaux, où il est arrivé le 7 mai 1941 (sous le commandement du CC 'Marino Salvatori')[8]
    - Evangelista Torricelli - perdu le 23 juin 1940 (sous le commandement du CC Salvatore Pelosi, qui a été capturé)
- Croiseurs auxiliaires
  - Ramb I - navigue vers Kōbe; coulé au combat par le croiseur léger néo-zélandais HMNZS Leander le 27 février 1941.
  - Ramb II - navigue vers Kōbe; capturé par les japonais et incorporé par la Marine impériale japonaise, rebaptiséIkutagawa Maru
- Groupe départemental des navires auxiliaires 
  - Canonnières
    - Porto Corsini - perdu
    - Biglieri - perdu

  - Mouilleur de mines
    - Ostia - coulé par la RAF dans le port de Massaoua

  - Pétrolier
    - Niobe

  - Navires-citernes à eau
    - Sile
    - Sebeto
    - Bacchiglione

  - Navire-hôpital
    - Ramb IV - capturé à Massaoua et incorporé dans la Royal Navy

  - Remorqueur de haute mer
    - Ausonia

### Sites Internet
- D'Adamo, « Royal Italian Navy in the Red Sea » [archive du 16 août 2007] (consulté le 4 septembre 2007)
- « Italian Naval Bases; Order of Battle, Italian East Africa Naval Command » [archive du 18 décembre 2008], Regia Marina Italiana, 1996–2007 (consulté le 2 janvier 2009)
- Heddlesten, « Comando Supremo: Italy at War. Events of 1941 » (consulté le 20 décembre 2007)
- Kindell, « Sunday, 23 June », British and Other Navies in World War 2 Day-by-Day, 2012 (consulté le 29 décembre 2008)

### Lectures complémentaires
- S. W. Roskill, The Defensive, vol. I, London, 4th impr., coll. « History of the Second World War United Kingdom Military Series: The War at Sea 1939–1945 », 1957 (1re éd. 1954) (OCLC 881709135, lire en ligne)
- S. W. Roskill, The Period of Balance, vol. II, London, 3rd impression, coll. « History of the Second World War : The War at Sea 1939–1945 », 1962 (1re éd. 1956) (OCLC 174453986, lire en ligne)